# Елефенор
Елефенор (грец. Ελεφήνορας) — син Халкодона, владар беотійських абантів; загинув біля Трої.
За пізнішою міфічною версією, мусив залишити батьківщину через те, що ненароком убив свого діда Абанта; закликав співвітчизників до походу на Трою.